# Acanthinomerini
Acanthinomerini es una tribu de insectos coleópteros curculiónidos. 

## Géneros
- Acanthinomerus
- Chalcotrogas
- Eucoptoderus
- Lamprochrus